# Michel Heiter

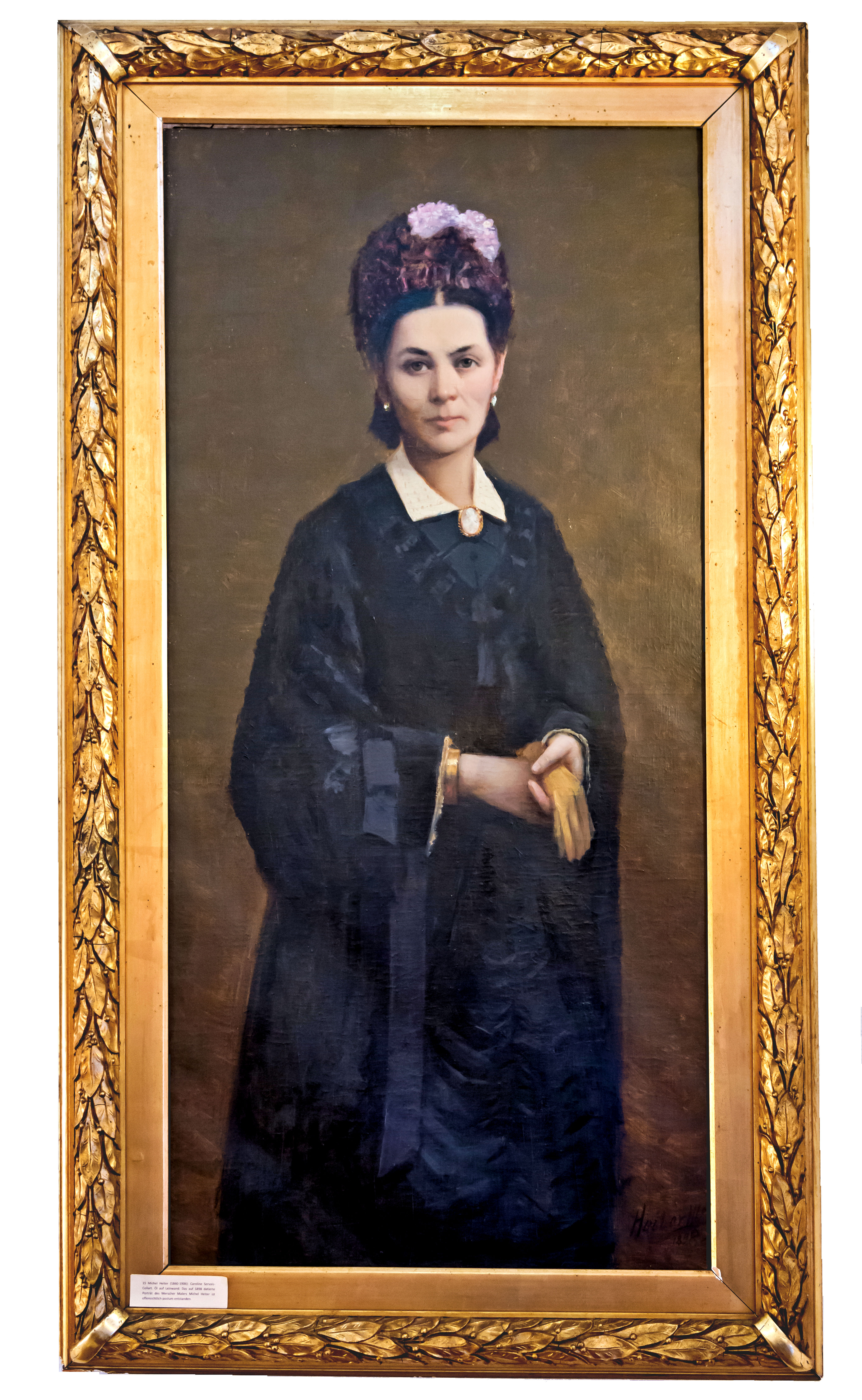
portret van Caroline Servais-Collart (1898)

Michel Heiter (Beringen, 10 september 1860 – Luxemburg, 6 juni 1906) was een Luxemburgs kunstschilder.

## Leven en werk
Michel Heiter was een zoon van Johann Heiter en Elisabeth Krier. Hij studeerde aan de kunstacademie van München, maar ontwikkelde zijn talent vooral als leerling van de Hongaarse schilder Mihály Munkácsy in Parijs. 
Heiter was vooral portretschilder. Zijn portretten werden geregeld getoond bij de Galerie Louis Segers. In 1893 behoorde hij met onder anderen Pierre Blanc, Reginald Bottomley, Michel Engels, Franz Heldenstein en Eugène Kurth tot de stichtende leden van de Cercle Artistique de Luxembourg (CAL). Op de eerste Salon du CAL (1894) toonde hij twee portretten en een kruisweg. Bij zijn deelname in 1896 toonde hij onder meer een portret van een vrouw, die door de recensent van de L'Indépendance luxembourgeoise "een van de mooiste schilderijen van de tentoonstelling" en "misschien wel het beste werk van de jonge kunstenaar" werd genoemd. "De gedurfde conceptie van het onderwerp is doordrongen van een sierlijke originaliteit, en de heer Heiter is erin geslaagd om met weinig middelen veel effect te bereiken. Hij wilde niet schitteren met de kleuren van de achtergrond, de jurk of andere accessoires, maar de karakteristieke kenmerken van de figuur naar voren halen. En dat hij erin geslaagd is de figuur reliëf te geven, volledig los te maken van de donkere achtergrond eromheen, valt niet te betwisten. De ondoorgrondelijkheid van de ogen is met oneindige warmte weergegeven en de modellering van het hoofd getuigt van groot talent en vaardigheid. Het palet van de heer Heiter was geladen met een reeks fijn geschakeerde kleuren en de artistieke vaardigheid waarmee hij ze gebruikte verdient de felicitaties die zijn vrienden en kennissen hem in verband met dit werk hebben toegezonden." De kunstenaar nam tot zijn overlijden deel aan de jaarlijkse salons.
Michel Heiter overleed op 45-jarige leeftijd. In 1926 werd door de CAL een retrospectief georganiseerd, waarbij werk van 31 overleden Luxemburgse kunstenaars werd getoond, onder wie Michel Engels, Ferdinand d'Huart, Jean-Pierre Huberty, Dominique Lang, Nicolas Liez, Michel Sinner en Heiter.

## Enkele werken
- 1884 portret van François Mullenberger, collectie Musée national d'archéologie, d'histoire et d'art (MNAHA).
- 1891 portret van Edouard Hemmer (1845-1920), notaris in Cappellen en voorzitter van de Kamer van Afgevaardigden.
- 1896 portret van majoor-commandant Bourgeois.
- 1898 postuum portret van Caroline Servais-Collart (1833-1883), collectie Centre national de littérature.[6]
- 1900 portret van advocaat Arthur Feyden.
- portret van mevrouw Liez, collectie MNAHA.
- Mélusine, Nymphe de l'Alzette. In 1918 gebruikt als illustratie in de Grand Almanach Babert.[7]

## Galerij

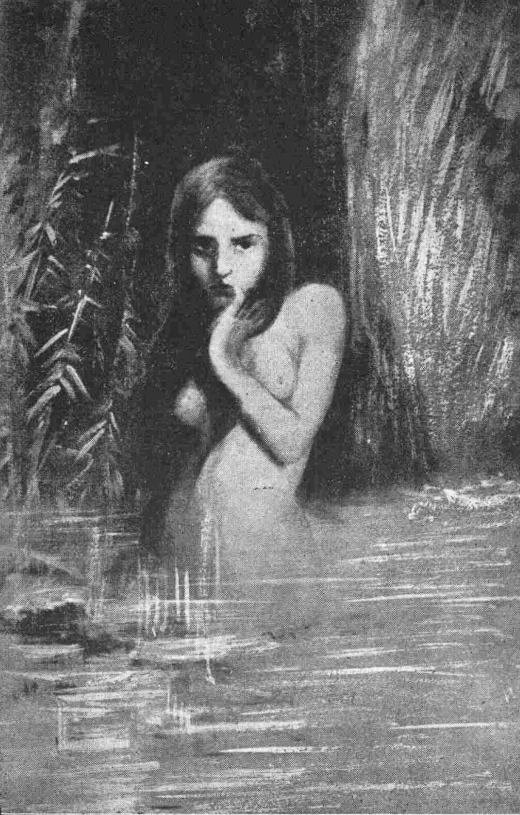
Mélusine, Nymphe de l'Alzette

- Musée national d'archéologie, d'histoire et d'art: lkl006181